# Гипотеза Фейта – Томпсона
Гипотеза Фейта – Томпсона — это гипотеза в теории чисел, предложенная Фейтом и Томпсоном. Гипотеза утверждает, что нет различных простых чисел p и  q таких, что
{\displaystyle {\frac {p^{q}-1}{p-1}}} делит {\displaystyle {\frac {q^{p}-1}{q-1}}}.
Если гипотеза верна, она существенно упрощает последнюю главу доказательства Фейта и Томпсона теоремы Томпсона–Фейта, что любая конечная группа нечётного порядка разрешима.  Более строгую гипотезу, что эти два числа всегда взаимно просты,  опровёрг Стивенс с  контрпримером p = 17 и q = 3313 с общим делителем 2pq + 1 = 112643.
Известно, что гипотеза верна для q = 3 (Le 2012).
Неформально, вероятностные аргументы дают возможность предположить, что «ожидаемое» число контрпримеров гипотезе Фейта — Томпсона очень близко к 0, из чего можно заключить, что гипотеза Фейта — Томпсона, скорее всего, верна.